# Орден «Дружба народов» (Афганистан)
Орден Дружбы народов — государственная награда Демократической Республики Афганистан.

## История
Орден был учрежден 24 декабря 1980 года.

## Положение
Критерием к награждению было:
- выдающийся труд в деле пропаганды и укрепления братской дружбы всех племен и народностей Афганистана;
- достижения в труде, направленном на рост и укрепление национальной экономики ДРА; в отличную службу в государственном и национальном строительстве;
- заслуги в политическом развитии, обогащении и взаимном культурном обмене племен и народностей Афганистана, за активное участие в воспитании граждан в духе дружбы и пролетарского интернационализма и преданности Родине;
- заслуги в деле укрепления оборонной мощи ДРА;
- заслуги в деле укрепления дружбы народов.

## Описание знака
Орден « Дружба народов» изготавливался из серебра. Он представляет собой пятиконечную звезду. В промежутках между лучами звезды расположены пять выпуклых позолоченных лучей. В центре ордена находится изображение земного шара, участки суши которого позолочены, а моря покрыты голубой эмалью. Над земным шаром находится звезда. Изображение шара и звезды окружено белой эмалевой лентой, на боковых сторонах которой расположены изображения колосьев. В верхней части ленты — надпись "Демократическая Республика Афганистан ", в нижней — « Дружба народов».
При помощи ушка и кольца орден соединяется с прямоугольной колодкой имеющей сверху и снизу продольные прорези, через которые внутренняя часть колодки покрыта шелковой муаровой лентой красного цвета. Ширина ленты 24 мм. На обратной стороне ордена выбивался номер. Однако встречаются экземпляры без номера.